# Processo di Praga (negoziati armeno-azeri)
Il Processo di Praga fu una serie di negoziati tra il 2002 e il 2007 sul Nagorno Karabakh tra i ministeri degli esteri armeno e azero. Venne seguito dai principi di Madrid.

## Storia
Ebbe inizio nel maggio 2002, con la riunione dei Rappresentanti personali dei Presidenti di Armenia e Azerbaigian, il Vice Ministro degli Esteri Tatoul Markarian e il Vice Ministro degli Esteri Araz Azimov a Stirin, fuori Praga, sotto la Presidenza del Gruppo di Minsk dell'OSCE. Una seconda sessione di colloqui si tenne a fine luglio.
I colloqui di Praga, come annunciato dal Dipartimento di Stato degli Stati Uniti nel settembre 2002, sarebbero serviti da veicolo per le comunicazioni continue tra le parti in quanto sia l'Armenia che l'Azerbaigian avrebbero tenuto le elezioni presidenziali nel 2003. Il processo proseguì successivamente con i ministri degli Esteri di Armenia e Azerbaigian, Vartan Oskanian e Elmar Mammadyarov, che ebbero il loro primo incontro a Praga nell'aprile 2004.
Il processo era mediato da Francia, Russia e Stati Uniti. Secondo il rapporto del Gruppo OSCE di Minsk, un nuovo metodo di negoziazione prevedeva "nessun programma, nessun impegno, nessun negoziato, ma una discussione libera, su qualsiasi questione proposta dall'Armenia, dall'Azerbaigian o dai copresidenti [del Gruppo OSCE di Minsk]".
Il primo ciclo del Processo di Praga culminò a Varsavia il 15 maggio 2005 con l'incontro di Ilham Aliyev e Robert Kocharyan. I quattro incontri tra i ministri degli esteri di Armenia e Azerbaigian, condotti nell'ambito del Processo di Praga, consentirono il riesame metodico di tutti i parametri negoziali. Sia l'Azerbaigian che l'Armenia concordarono che, se si fosse raggiunto un accordo, cinque dei sette raion occupati dagli armeni adiacenti al Nagorno-Karabakh sarebbero stati restituiti all'Azerbaigian e con lo schieramento di forze di pace internazionali.